# I (EP de Taeyeon)
Pour les articles homonymes, voir I.
Albums de Taeyeon
Why
(2016)
Singles
1. I
Sortie : 7 octobre 2015

I est le premier mini-album de la chanteuse sud-coréenne Taeyeon, qui est membre du girl group sud-coréen Girls' Generation. Il est sorti le 7 octobre 2015 sous SM Entertainment. Pour la promotion de cet EP, Taeyeon a réalisé son premier concert solo intitulé Butterfly Kiss.

## Clip vidéo
Filmé à Auckland, en Nouvelle-Zélande, la vidéo comprend des vastes paysages juxtaposés avec des scènes de la ville. Le frère aîné de Taeyeon fait une apparition dans le clip en tant que client du bar de The Portland Public House dans la banlieue de Kingsland où travaille sa sœur,.

## Liste des titres
Liste des titres
| 1.    | I (featuring Verbal Jint) | Kim Tae-yeon, Mafly, Verbal Jint | Myah Marie Langston, Bennett Armstrong, Justin T. Armstrong, Cosmopolitan Douglas, David Quinones, Jon Asher, Ryan S. Jhun | 3:26 |
| 2.    | U R                       | Jo Yun-gyeong                    | Matthew Tishler, Robyn Newman, Ben Charles                                                                                 | 4:34 |
| 3.    | 쌍둥이자리 (Gemini)       | Jam Factory, Mafly               | LDN Noise, Carolyn Jordine, Alice Sophie Penrose                                                                           | 3:40 |
| 4.    | 스트레스 (Stress)         | Mafly                            | Hyuk Shin, Tiffany Evans, Marco Reyes (MRey), DK                                                                           | 3:20 |
| 5.    | 먼저 말해줘 (Farewell)    | Lee Joo-hyung                    | Lee, Chu Dae-gwan | 3:42 |
| 6.    | I (Instrumental)          |                                  | Langston, B. Armstrong, J. T. Armstrong, Douglas, Quinones, Asher, Jhun                                                    | 3:23 |
| 20:00 |                           |                                  | |      |

## Classement

### Weekly charts
| Classement                        | Meilleure position |
| --------------------------------- | ------------------ |
| Korean Albums (Gaon)              | 2                  |
| US World Albums (Billboard)       | 1                  |
| US Heatseekers Albums (Billboard) | 5                  |

## Historique de sortie
| Pays         | Date           | Format                   | Label                      |
| ------------ | -------------- | ------------------------ | -------------------------- |
| Monde entier | 7 octobre 2015 | Téléchargement numérique | SM Entertainment           |
| Corée du Sud | 7 octobre 2015 | CD                       | SM Entertainment, KT Music |